# Thomas Kozich
Thomas Kozich (* 24. März 1901 in Wien; † 10. November 1983 ebenda) war ein österreichischer Politiker (NSDAP), illegaler Nationalsozialist und SA-Führer. Er war unter anderem zeitweise Vizebürgermeister von Wien, ab 1953 Angestellter beim BSA.

## Leben und Wirken
Kozich besuchte das Stiftsgymnasium Seitenstetten und betätigte sich sportlich beim Fußballclub Vienna sowie als Langstreckenläufer und -schwimmer. Er meldete sich als Jugendlicher freiwillig zur Teilnahme am Ersten Weltkrieg, wo er beim Infanterieregiment Hoch- und Deutschmeister eingesetzt war. Nach Kriegsende nahm er am Kärntner Abwehrkampf teil. In den 1920er und 1930er Jahren verdiente er nach dem Abbruch eines Welthandelsstudiums seinen Lebensunterhalt als Bankbeamter bei der niederösterreichischen Escompte-Bank. Nach dem Wiener Justizpalastbrand trat er 1927 dem Steirischen Heimatschutz bei und leistete im Mai 1930 den Korneuburger Eid.
Zum 3. Februar 1933 schloss Kozich sich der NSDAP an (Mitgliedsnummer 1.389.848). Außerdem wurde er Mitglied der Sturmabteilung (SA). 1934 übernahm Kozich die Führung der SA-Untergruppe Wien, womit er örtlicher Kommandeur der SA in Wien wurde. Während des Verbots der NSDAP in Österreich war Kozich zeitweise wegen illegaler NS-Betätigung in Haft. Seinen höchsten Rang in der SA erreichte er 1935 mit der Beförderung zum SA-Brigadeführer.
Nach dem „Anschluss Österreichs“ wurde Kozich im März 1938 zu einem von drei Vizebürgermeistern der Stadt Wien unter Bürgermeister Hermann Neubacher ernannt. Die anderen waren Gauleiter Franz Richter und SS-Sturmbannführer Hanns Blaschke. Die Stellung als Vizebürgermeister behielt Kozich zum 14. Oktober 1938 bei. Anschließend war er bis zum Ende der NS-Herrschaft 1945 Stadtrat der Stadt Wien und Gausportführer, der als „Patron des Wiener Fußballs, Verfechter der Wiener Schule und Anwalt der Fußballfans“ galt.
Während des Zweiten Weltkrieges wurde er im August 1942 zur Wehrmacht eingezogen und leistete Kriegsdienst. Bei Kriegsende konnte er sich zu seiner Familie nach Oberzeiring absetzen, wo er noch im Mai 1945 festgenommen wurde und sich anschließend in sowjetischer Kriegsgefangenschaft befand. Im März 1947 wurde er in einem Volksgerichtsverfahren zu einer zehnjährigen schweren Kerkerstrafe und Vermögensverfall verurteilt. 1951 wurde er anlässlich des Amtsantritts von Bundespräsident Theodor Körner begnadigt. 1953 war Kozich beim Bund Sozialistischer Akademiker (BSA) angestellt.